# Los Angeles Sol
Los Angeles Sol war ein US-amerikanisches Frauenfußball-Franchise aus Carson im Großraum Los Angeles in Kalifornien. Die Profimannschaft spielte 2009 in der Women’s Professional Soccer.
Eigentümer des Teams waren Blue Star LLC und die Anschutz Entertainment Group (AEG). Die Los Angeles Sol trugen ihre Heimspiele im Home Depot Center aus. Am 28. Januar 2010 wurde der Rückzug des Franchise vom Ligabetrieb bekanntgegeben.

## Geschichte
Bei der Bekanntgabe der Gründung der Women’s Professional Soccer am 4. September 2007 wurde ebenfalls angekündigt, dass ein teilnehmendes Franchise aus Los Angeles kommen wird. Am 26. Oktober 2008 wurde der Name Los Angeles Sol offiziell bekanntgegeben. US-Nationalspielerin Shannon Boxx wurde am 16. September 2008 als erste Spielerin des Franchise vorgestellt.
Im ersten Spiel der Saison 2009 gewann das Team am 29. März gegen Washington Freedom mit 2:0. Das erste Tor in der Klub- und Ligageschichte konnte Verteidigerin Allison Falk in der sechsten Spielminute erzielen.
Nach einer Serie von elf ungeschlagenen Spielen konnten sich die Sol den Titel der regulären Saison bereits am drittletzten Spieltag sichern. Mit einem Sieg gegen die Boston Breakers am letzten Spieltag gelang es Los Angeles als einzigem Team, jedes andere Team der Liga mindestens einmal zu besiegen. Die Sol beendeten die Saison mit 41 Punkten aus 20 Spielen.
Als Sieger der regulären Saison war Los Angeles Sol für das Finale WPS Championship am 22. August gesetzt. Dort traf man auf den Sky Blue FC, der sich allerdings mit 1:0 durchsetzen konnte und den Titel gewann.
Im November gab die Anschutz Entertainment Group ihre Klubanteile an die WPS zurück, die daraufhin das Franchise in den folgenden drei Monaten verwaltete. Nachdem jedoch mit einem potenziellen neuen Eigentümer keine Übereinkunft über einen Kauf des Franchise erzielt werden konnte, gab die Liga am 27. Januar 2010 die Auflösung der Los Angeles Sol bekannt. Die 19 noch unter Vertrag stehenden Spielerinnen wurden bei einem sog. Dispersal Draft am 4. Februar auf die anderen Franchises verteilt.

## Kader 2009
| Nr. |                     | Position | Name             |
| --- | ------------------- | -------- | ---------------- |
| 20  | Frankreich          | MF       | Camille Abily    |
| 5   | Vereinigte Staaten  | AB       | Greer Barnes     |
| 11  | Vereinigte Staaten  | ST       | Brittany Bock    |
| 17  | Vereinigte Staaten  | MF       | Liz Bogus        |
| 7   | Vereinigte Staaten  | MF       | Shannon Boxx     |
| 0   | Vereinigte Staaten  | TW       | Brittany Cameron |
| 14  | Vereinigte Staaten  | AB       | Stephanie Cox    |
| 9   | China Volksrepublik | ST       | Han Duan         |
| 3   | Vereinigte Staaten  | AB       | Allison Falk     |
| 19  | Kanada              | AB       | Martina Franko   |

| Nr. |                    | Position | Name              |
| --- | ------------------ | -------- | ----------------- |
| 21  | Schweden           | AB       | Johanna Frisk     |
| 1   | Vereinigte Staaten | TW       | Valerie Henderson |
| 18  | Vereinigte Staaten | MF       | Katie Larkin      |
| 23  | Kanada             | TW       | Karina LeBlanc    |
| 22  | Vereinigte Staaten | MF       | Manya Makoski     |
| 10  | Brasilien          | ST       | Marta             |
| 8   | Japan              | MF       | Aya Miyama        |
| 12  | Vereinigte Staaten | MF       | Lisa Sari         |
| 4   | Vereinigte Staaten | MF       | Aly Wagner        |
| 6   | Vereinigte Staaten | MF       | McCall Zerboni    |